# Comté de Pawnee (Nebraska)
Pour les articles homonymes, voir Comté de Pawnee.
Le comté de Pawnee est un comté situé au sud-est de l'État du Nebraska aux États-Unis. Le siège du comté est Pawnee City. Selon le recensement de 2010, sa population est de 2 773 habitants. Le comté a été fondé en 1854 et doit son nom à la tribu amérindienne Pawnee.

## Géolocalisation
|                   | Comté de Johnson | Comté de Nemaha     |
| Comté de Gage     | Comté de Pawnee  | Comté de Richardson |
| Comté de Marshall |                  | Comté de Nemaha     |

## Principales villes
- Burchard
- Du Bois
- Lewiston
- Pawnee City
- Steinauer
- Table Rock